# Salam Fajjad
Salam Fajjad (arab. سلام فياض; ur. 12 kwietnia 1952 w Dajr al-Ghusun) – palestyński polityk, premier Autonomii Palestyńskiej od 15 czerwca 2007 do 6 czerwca 2013. Minister finansów w latach 2001–2006 oraz od marca 2007 do 6 czerwca 2013.

## Edukacja i kariera zawodowa
Salam Fajjad z wykształcenia jest ekonomistą. W 1980 zdobył dyplom MBA na St. Edwards University w Austin w USA. Następnie zdobył tytuł doktora ekonomii na University of Texas at Austin. 
Po studiach rozpoczął pracę jako wykładowca ekonomii na Uniwersytecie Jarmuk w Jordanii. Był pracownikiem Federalnego Banku w St.Louis. Przez 20 lat mieszkał w Stanach Zjednoczonych. 
W latach 1987–1995 pracował w Banku Światowym. Następnie, od 1996 do 2001 reprezentował Palestynę w Międzynarodowym Funduszu Walutowym.

## Kariera polityczna
W 2001 został po raz pierwszy ministrem finansów w rządzie Autonomii Palestyńskiej. W grudniu 2005 Fajjad wspólnie z Hananem Aszrawim założył nową partię, Trzecia Droga. W wyborach parlamentarnych 25 stycznia 2006 partia uzyskała dwa mandaty, które objęli jej założyciele. 
26 stycznia 2006 kandydatura Fajjada do objęcia stanowiska premiera Autonomii Palestyńskiej została wysunięta zarówno przez Fatah jak i przez zwycięski Hamas. Fajjad przyjął propozycję, przedstawił jednak kilka swoich warunków. Jednym z nich było uznanie przez Hamas państwa Izrael. Wskutek odmowy spełnienia tego postulatu przez Hamas, Fajjad nie objął ostatecznie stanowiska szefa rządu. 
18 marca 2007 Fajjad objął po raz drugi funkcję ministra finansów w nowym rządzie jedności narodowej Isma’ila Hanijji, uformowanym przez Hamas i Fatah. Między dwoma ugrupowaniami doszło jednak do konfliktu, który 7 czerwca 2007 przerodził się w walki zbrojne. W wyniku tygodniowych walk Hamas przejął całkowitą kontrolę nad Strefą Gazy. Pod władzą Fatahu pozostał tylko Zachodni Brzeg.

### Premier

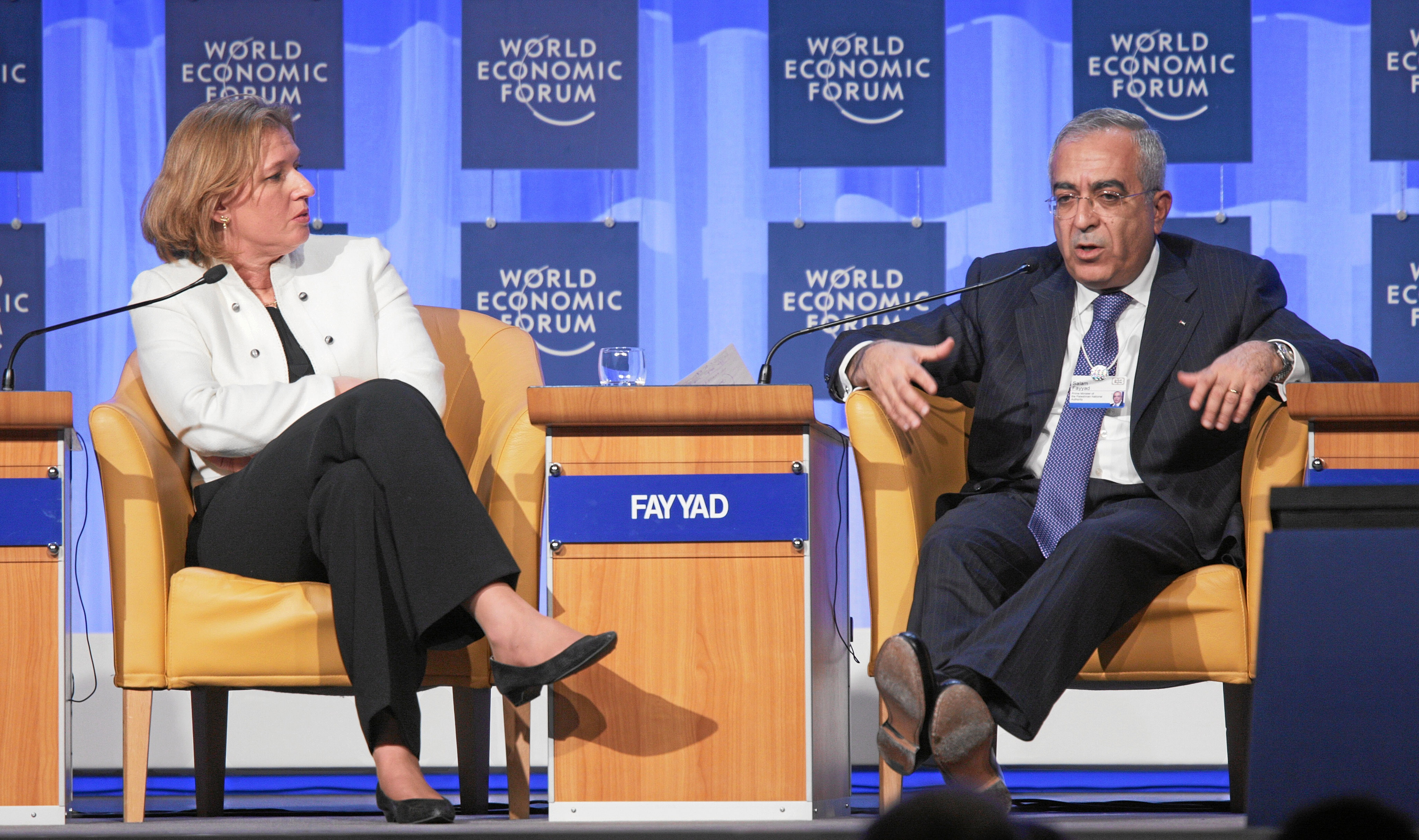
Salam Fajjad i MSZ Izraela Cippi Liwni w czasie Światowego Forum Ekonomicznego w Davos, 2008.

Po zerwaniu koalicji przez oba ugrupowania, prezydent Mahmud Abbas wprowadził stan wyjątkowy oraz 15 czerwca 2007 mianował Fajjada nowym premierem Autonomii Palestyńskiej. Isma’il Hanijja nie uznał tego kroku i nadal uważał się za premiera. Oskarżył prezydenta Abbasa o złamanie prawa i uznał rząd Fajjada za niekonstytucyjny, gdyż nie otrzymał on zatwierdzenia przez Radę Legislacyjną Autonomii Palestyńskiej (w której większość głosów posiadał Hamas). W Autonomii Palestyńskiej rozpoczął się od tego czasu de facto okres dwuwładzy. 
7 marca 2009 premier Fajjad przedłożył swoją rezygnację prezydentowi Mahmudowi Abbasowi. Nastąpiło to w przededniu wspólnych rozmów Fatahu z Hamasem w Kairze. Efektem negocjacji, prowadzonych pod patronatem Egiptu, miało być porozumienie dwóch skłóconych frakcji w sprawie przeprowadzenia wyborów prezydenckich i parlamentarnych w styczniu 2010 oraz utworzenia wspólnego rządu jedności narodowej. 19 maja 2009 prezydent Abbas, wobec przeciągających się rozmów z Hamasem i nie czekając na ich rezultat, powołał nowy rząd Autonomii Palestyńskiej, na czele którego po raz kolejny stanął Salam Fajjad. W skład nowego gabinetu weszli tylko przedstawiciele Fatahu. Rząd ten miał funkcjonować do czasu wyłonienia rządu jedności narodowej. Salam Fajjad kilkakrotnie sygnalizował, że zamierza odejść ze stanowiska. 13 kwietnia 2013 złożył na ręce prezydenta Mahmuda Abbasa rezygnację, którą ten przyjął tego samego dnia.